# 営農型太陽光発電
営農型太陽光発電（えいのうがたたいようこうはつでん、ソーラーシェアリング）とは、農地に支柱を建てて太陽光発電設備を設置し、下部農地で農業を継続しながら発電を行おうとする太陽光発電をいう。
営農型太陽光には憲法上の不整合や農地法との不整合といった点から一定の批判がある。

## 法的構成
営農型太陽光を直接規定するのは、3 0農振第78号（最終改定　３農振第2887号）の農水省通知である。当通知は地方自治法　第245条の４第１項の規定に基づく技術的助言である。
法律構成としては、農地の転用行為を規定する農地法4条または5条に対する条件設定となっている。
実際には、従来の農地法には農地に（農地を維持したまま）太陽光発電を設置する際の許可基準がないため、その中身は3 0農振第78号　の農水省通知により事実上規定されている。
そのため、営農型太陽光制度には法律上の根拠に乏しく、制度の中身を事実上、全て農水省通知により規定しているため、農地法との一貫性がや憲法上の財産権との関係で一定の批判がある。

## 許可条件
3 0農振第78号の農水省通知では、許可条件が明確に定められていない。ただし、「農地転用許可権者の確認事項」として下記項目を「確認するものとする」としている。これは当通知が、法規ではなく「技術的助言」であることを意識した表現と推察される。実際にはこれら「確認する」べき事項が事実上の許可条件になっている。

・下部の農地における営農の適切な継続を前提として営農型発電設備の支柱を立てるものであること
・簡易な構造で容易に撤去できる支柱として、申請に係る面積が必要最小限で適正と認められること
・下部の農地における営農の適切な継続（次に掲げる場合のいずれにも
該当しないことをいう。）が確実と認められること。
　　a営農が行われない場合
　　b下部の農地における単収が、同じ年の地域の平均的な単収と比較しておおむね２割以上減少する場合（荒廃農地を再生利用する場合（下
部の農地が別表の区分(2)に該当する場合をいう。以下同じ。）を除
く。）
　c下部の農地の全部又は一部が法第32条第１項各号のいずれかに掲げ
る農地に該当する場合（荒廃農地を再生利用する場合に限る。）
　d下部の農地において生産された農作物の品質に著しい劣化が生じて
いると認められる場合

・パネルの角度、間隔等からみて農作物の生育に適した日照量を保つた
めの設計となっており、支柱の高さ、間隔等からみて農作業に必要な農
業機械等を効率的に利用して営農するための空間が確保されていると認
められること。
・位置等からみて、営農型発電設備の周辺の農地の効率的な利用、農業
用用排水施設の機能等に支障を及ぼすおそれがないと認められること。
・支柱を含め営農型発電設備を撤去するのに必要な資力及び信用がある
と認められること。
・事業計画において、発電設備を電気事業者の電力系統に連系すること
とされている場合には、電気事業者と転用事業者が連系に係る契約を締
結する見込みがあること。
・当該申請に係る事業者が法第51条の規定による原状回復等の措置を現
に命じられていないこと。

## 農地法上の問題点
営農型太陽光制度は、既存の農地法との整合性を欠くとの観点から多くの批判がある。代表的なものは次の通りである。
・転用期間：２０～３０年間の発電事業に対して、３年ないし１０年の一時転用制度を流用。
・従来の耕作放棄地対策との不整合
・耕作義務や反収義務従来の農地にはないことから扱いの一貫性に関する問題。
・転用を行わない面積に耕作義務が発生する問題
・個人の権利義務に影響を与える内容を法律ではなく行政規則で定めている問題

## 耕作義務について
営農型太陽光制度を規定するものは、3 0農振第78号　の農水省通知であり、当通知は法規ではなく、行政手続法に規定する「技術的助言」に過ぎない。本来、技術的助言に過ぎない農水省通知が個人の権利義務に直接的に影響を与えて良いのか、という批判がある。
これに対する表向きの説明としては次のようなものがある。当通知は個人の権利に直接的に影響を与えるものではない、営農型太陽光制度は、あくまで農地法に根拠を持ち、農地法４条または５条の転用許可を得て事業者は事業を行う。但し、当転用許可を受ける際に、所定の条件が課されており、これが営農を継続する要件や反収要件となっている。これらの条件を満たすものについてだけ、４条または５条の許可を与える、という仕組みとなっている。
問題は、この反収条件等が、事実上の許可条件になっているのではないか、という点である。農地法には、農地を維持したまま、農地に太陽光発電設備を設置する基準が一切ない。許可権者は、営農型太陽光の転用許認可の審査の際に、何ら判断基準がないといえる。そのような中で、営農型太陽光許認可に与える、3 0農振第78号　の農水省通知が、いわゆる「技術的助言」の地位を維持しているといえるかどうか、について一定の批判がなされている。

## 通知発出と変更の経緯
2013年（平成25年）　営農型太陽光発電に関する通知（2 4 農振第2 6 5 7 号）
2018年（平成30年）　所定の条件の下で、一時転用期間を3年から10年に認める変更の通知
2021年（令和3年）　２ 農振第3 8 5 4 号にて、次の事項が明記された
・農産物の制限がないこと
・複数の作物を記載して転用申請し、その中から作付けを行うことが可能である旨
・一時転用許可の可否の統一的な判断として、転用許可の判断や事務処理について、「都道府県知事等は、農業振興地域制度及び農地転用許可制度の実務担当者を、国が実施する農地転用許可制度等に係る研修会や国と地方の協議の場等に積極的に参加させるなどにより地域的なばらつきの解消に努めること」と明記された

・転用申請書の添付書類の取り扱いについては、「その他参考となるべき書類」については、許可申請の審査をするに当たって、特に必要がある場合に限ることとし、印鑑証明、住民票等の添付を一律に求めることは適当でないこととしているところであり、都道府県知事等は、申請者に過分の負担を課すようなことがないよう努めること。」　と明記された。

## 「営農の適切な継続」の概念について
営農型太陽光では、「営農の適切な継続」が、事実上の転用許可基準となっている。
「営農の適切な継続」は、次のような前提条件に立っている。
①従前の農地が反収（周囲の平均的な収量）１００％を満たしている。
②営農型太陽光実施にあたり、従前の反収を維持する必要がある。
③反収維持の基準として従前の反収を大きく下回らない８０％以上を維持する必要がある
④反収要件を維持するのが「適切な」農業である

しかし上記のロジックには次のような理由で無理がある。
１．そもそも収穫量をいくら上げるのかは憲法上も農地法上も自由である（憲法上の経済的自由権に反する）。
２．従前の農地が反収１００％ある、という前提は現実と大きく異なる。
３．営農を適切にできていることが反収８０％以上維持すること、ということが根拠に欠ける。
４．「営農の適切な継続」条件は、営農型太陽光の事実上の適法性基準となっており、違法か適法かの基準となる。しかし、これは従来の農地法の考え方との連続性がない。

営農の適切な継続の定義については、3 0農振第78号（最終改定　３農振第2887号）の通知　記　２（２）ウ　において、「～～営農の適切な継続（次に掲げる場合のいずれにも該当しないことをいう。」というようにカッコ書きで事実上の定義がされている。
農林水産省の「営農型発電設備の実務用Ｑ＆Ａ」（令和３年７月（改訂版）でも、営農の適切な継続について次のように定義されている。

下部の農地における営農の適切な継続とは、次に掲げる場合に該当し
ないことをいう（平成30年通知の記の２の(2)のウ）。

①営農が行われない場合
②下部の農地における単収が、同じ年の地域の平均的な単収と比較
しておおむね２割以上減少している場合（荒廃農地を再生利用する
場合を除く）
③荒廃農地を再生利用する場合に、下部の農地の全部又は一部が農
地法第32条第１項各号のいずれかに該当する場合
④下部の農地において生産された農作物の品質に著しい劣化が生じ
ていると認められる場合

## 一時転用制度としての問題
営農型太陽光で行う一時転用は従来型の一時転用と全く異質なものとなっている。従来型の一時転用は、「一時的な利用」に適用され、転用期間中は耕作義務が課されることはない。しかし、営農型太陽光のみ、転用期間中に収量義務・耕作義務が発生する。また、営農型太陽光で行う一時転用は支柱部分のみの転用を行うこととなっているが、これは農地法上の現況主義に反する、という批判がある。

その他、次のような問題点がある。
・一時転用でありながら、再エネ特措法上の制度を利用して２０年以上の太陽光事業を前提として許認可が行われる
・２０年の事業を「一時」として行い、通常は３年間以内で（所定条件で１０年以内）、一時転用が満了となる。このため、事業者は６－７回以上の転用を繰り返すこととなるが、営農型太陽光を規定する農水省通知は、法規ではないため、変更や遡及適用が繰り返されるリスクがある。
・営農型太陽光の根拠は事実上は農水省通知でありながら、表向きは単なる技術的助言たる行政規則である。
・行政規則は遡及適用の対象とならない。

こうしたいびつな構造が営農型太陽光制度を支えているため、法の下での公平性・客観性を維持することができない、という批判がされているのである。